# Денарий мечты
Денарий мечты (фр. Denier du rêve) — роман французской писательницы Маргерит Юрсенар, изданный в 1934 в Париже издательством «Грассе».
Роман написан в 1932—1933 годах в экспериментальной экспрессионистской манере. Основу сюжета «составляет полуреалистический, полуаллегорический рассказ об антифашистском выступлении в Риме в XI год диктатуры» Муссолини.
Персонажам, калейдоскопическая смена которых напоминает литературный стиль Дос Пассоса, автор придал «сходство с масками современной Комедии, вернее, Трагедии дель Арте», чтобы подчеркнуть «их характерность, их безнадежную разобщенность и в то же время присутствие в каждой quid divinum, божественной искры, более значимой, чем они сами».
Объединяет этих совершенно разных людей переход из рук в руки монетки в 10 лир, символизирующей отчужденность людей в обществе и случайность всякого соединения между ними.
В центре повествования история неудачного покушения на Муссолини, предпринятого анархисткой Марчеллой Ардеати, и отношения между ней, писателем-диссидентом Карло Стево, сосланным фашистским режимом, и русским эмигрантом, провокатором тайной полиции Массимо Яковлевым. В любовном треугольнике между женщиной и двумя мужчинами женщина оказывается лишней, что характерно для Юрсенар.
По мнению литературоведов, развивая повествовательную технику своего первого романа, в «Денарии мечты» Юрсенар под влиянием Вирджинии Вулф доводит её до уровня «потока сознания» в духе Джойса и Пруста.
По мнению критиков юнгианского направления, находящих в текстах Юрсенар архетипические сюжеты, каждому герою «Денария» соответствует ряд мифологических прообразов: Марчелла — это Федра, Немезида и Фурия, Массимо — Орест и Дионис, а цветочница-Дида — воплощение архетипа матери-земли.
Поскольку пресловутая монетка — это мельчайший символ государственной власти, который, по евангельскому выражению, следует отдать кесарю, позднее роман был переделан в пьесу под названием «Отдайте кесарю».
В 1958—1959 роман был полностью переработан автором, и в 1959 вышло второе издание, в предисловии к которому Юрсенар писала, что в первоначальной редакции «Денарий» был местами чересчур эллиптичен и усложнен, а местами невнятен и вял.
По мнению автора, роман заслуживал переиздания

…хотя бы потому, что это один из первых французских романов, а возможно, и первый, который в те годы трезво и непредвзято изобразил бессмысленность и нищету жизни позади представительного фасада фашизма. Многие писатели, посещая тогда Италию, довольствовались традиционным восхищением местными красотами или восхищались, что все поезда там отправляются по расписанию (в теории, по крайней мере), не задумываясь, к какому конечному пункту они прибудут.— Юрсенар М. Предисловие ко второму изданию, с. 196.
В 1982 и 1991 роман выпускался издательством Галлимар в составе «Романических произведений» Юрсенар в серии Библиотека Плеяды.
Переведен на 15 языков, в 2003 был издан русский перевод под названием «Неразменный динарий».